# بلدة بيفركريك (مقاطعة غرين)
بلدة بيفركريك هي واحدة من اثنتي عشرة بلدة في مقاطعة جرين، أوهايو، الولايات المتحدة. اعتبارًا من تعداد 2010 كان عدد سكان البلدة 52156.

## الاسم والتاريخ
تم إنشاء بلدة بيفركريك في عام 1803 في اجتماع في منزل خشبي في بيفر كريك.

## روابط خارجية
- الموقع الرسمي لبلدة بيفركريك
- موقع المقاطعة نسخة محفوظة 29 سبتمبر 2017 على موقع واي باك مشين.